# Desenfrenadas
Desenfrenadas (Unstoppable en inglés) es una serie de televisión mexicana, creada por Diego Martínez Ulanosky.
La serie sigue la historia de tres jóvenes amigas de la Ciudad de México que emprenden un viaje de fin de semana hacia Oaxaca, donde conocen a una cuarta chica local que las obliga a cambiar de rumbo, literal y figurativamente.
Desenfrenadas es protagonizada por Vera (Tessa Ia), una fashion blogger que cree ser la reencarnación de Kurt Cobain; Rocío (Bárbara López), estudiante de neurocirugía con una vida supuestamente perfecta pero asfixiante; Carlota (Lucía Uribe Bracho), una feminista y artista incapaz de compartir sus creaciones con el mundo por temor al juicio; y Marcela (Coty Camacho), una chica enganchada en una relación tóxica y rodeada por un ambiente hostil.
La serie cuenta con actuaciones especiales de Fernando Ciangherotti, Angélica Aragón, Tara Parra, Victorio D'Alessandro, Mare Advertencia Lirika y Caloncho.
La producción de Desenfrenadas corrió a cargo de CAPONETO. El rodaje de la serie inició el 15 de abril de 2019 y terminó el 22 de junio de 2019, con locaciones en la Ciudad de México y los estados de México y Oaxaca.
Los 10 episodios de la primera temporada fueron publicados por Netflix el 28 de febrero de 2020 a nivel mundial, con un alcance de más de 190 países.
La serie fue cancelada, quedando así con una temporada.

## Sinopsis
Vera (Tessa Ia), una bloguera de moda; Rocío (Bárbara López), estudiante de neurocirugía, atleta e hija modelo; y Carlota (Lucía Uribe), una poeta con ideas feministas, son tres mujeres en la mitad de sus veinte que viven en la Ciudad de México. Han sido amigas desde la infancia y, a pesar de tener actitudes muy distintas entre ellas, tienen un punto en común: ninguna es realmente feliz con el rumbo que ha tomado su vida.
Vera toca fondo en el trabajo y empieza a sentir que sus relaciones codependientes con chicos de moda, como Chris (Sebastián Buitrón), ya no le satisfacen. Rocío está a punto de mudarse —junto con su prometido Juanpi (Tomás Ruiz)— a Suecia gracias a una beca, pero el recuerdo de Sofía (Camila Valero), su hermana menor recientemente fallecida, la orilla a cuestionar sus prioridades. Carlota no tiene nada que perder: vive con una madre dominante y se pasa los días ligando con un cibernovio al que no conoce en la vida real y escribiendo poesía que no puede leer en voz alta ante otros.
En víspera de la partida de Rocío, Vera propone un viaje de despedida en el que puedan relajarse y olvidarse de todo en Oaxaca. Sin embargo, a medio camino se cruzan con Marcela (Coty Camacho), una chica con una historia de violencia, abuso y una relación muy destructiva con Joshua (Diego Calva).
Sin darse cuenta plenamente, el viaje empieza a virar en una nueva dirección y todas se adentran en terrenos desconocidos que las alejan de casa pero las acercan a ellas mismas.

## Elenco

### Principales
- Tessa Ía como Vera
- Bárbara López como Rocío
- Lucía Uribe como Carlota
- Coty Camacho como Marcela

### Recurrentes
- Tomás Ruiz como Juan Pablo ("Juanpi" / "Juan Pistolón")
- Diego Calva como Joshua
- Héctor Trejo como Álvaro
- Fernando Ciangherotti[5] como Ignacio
- Mar Carrera como Eva
- Sebastián Buitrón como Chris
- Gabriel Chávez como "El Sapo"
- Silvia Gómez como Yunuén
- Jimena Padilla como Andrea
- Meteora Fontana como Bibiana
- Lucca Zuberbuhler como Mike

### Actuaciones especiales
- Angélica Aragón como Juana
- Louis David Horné como Vicente
- Victorio D'Alessandro como Tobías
- Caloncho como Gaspar
- Camila Valero como Sofía
- Tara Parra como Teté
- Vince Miranda como Carlos

## Episodios
| Temporada   | # de episodios | Fecha de estreno      |
| ----------- | -------------- | --------------------- |
| Temporada 1 | 10             | 28 de febrero de 2020 |

## Música
La banda sonora recoge canciones de una amplia variedad de intérpretes, sobre todo "música independiente latinoamericana hecha por mujeres", que refuerzan los momentos clave dentro de la historia. Entre las colaboraciones destacadas en el aspecto musical se cuentan temas de Natalia Lafourcade, Elsa y Elmar, Nathy Peluso, Ms Nina, Ruzzi, Tomasa del Real, Chromatics, Hello Seahorse!, Juan Pablo Vega y María Daniela y su Sonido Lasser.

#### Canciones
| N.º | Canción                           | Intérprete                       | Episodio |
| --- | --------------------------------- | -------------------------------- | -------- |
| 1   | Odio                              | Tane                             | 1        |
| 2   | Salvaje                           | Sotomayor                        | 1        |
| 3   | Planeando el tiempo               | Elsa y Elmar                     | 1        |
| 4   | High definition                   | Dapuntobeat                      | 1        |
| 5   | Pobre estúpida                    | María Daniela y su Sonido Lasser | 1        |
| 6   | Morenita                          | Sotomayor                        | 1        |
| 7   | En el 2000                        | Natalia Lafourcade               | 1        |
| 8   | Hogar                             | sailawway                        | 2        |
| 9   | Dártelo (ft. Gepe)                | Ruzzi                            | 2        |
| 10  | Nostalgia del futuro              | NOIA                             | 2        |
| 11  | Flor de piña                      | Samuel Mondragón                 | 2        |
| 12  | El hilo negro (Dan Solo remix)    | San Juan Project                 | 2        |
| 13  | To be right                       | Altamira                         | 2        |
| 14  | Che revolution                    | El Hijo de la Cumbia             | 2        |
| 15  | No me hables de amor              | Young Tender                     | 2        |
| 16  | Ella baila                        | Yoga Fire                        | 3        |
| 17  | Exploradora                       | Elsa y Elmar                     | 3        |
| 18  | La victoria (feat. Lido Pimienta) | Chancha Vía Circuito             | 3        |
| 19  | Danger                            | Ms Nina                          | 3        |
| 20  | Perra del futuro                  | Tomasa del Real                  | 3        |
| 21  | Shadow                            | Chromatics                       | 3        |
| 22  | Autodefensa                       | Masta Qvba                       | 3        |
| 23  | Duele                             | Baltazar                         | 4        |
| 24  | Lo veo posible                    | La Bien Querida                  | 5        |
| 25  | Unknown odissey                   | Mendrix                          | 5        |
| 26  | Disciples IV                      | Rey Pila                         | 5        |
| 27  | Yearning                          | sailawway                        | 5        |
| 28  | Phat naked dancer                 | Fat Naked Lady                   | 5        |
| 29  | La nada                           | Tessa Ía                         | 5        |
| 30  | Viajando                          | Loli Molina                      | 6        |
| 31  | Forma antigua                     | Elsa y Elmar                     | 6        |
| 32  | Fin del mundo                     | Cola Jet Set                     | 7        |
| 33  | Vértigo                           | Ayer Amarillo                    | 7        |
| 34  | Cuando                            | Ruzzi                            | 7        |
| 35  | Luz blanca                        | Andreu                           | 8        |
| 36  | Cielo                             | Sotomayor                        | 8        |
| 37  | Cerritos customs                  | The Mexican Weirdohs             | 8        |
| 38  | Gameboiz                          | Los Esplifs                      | 8        |
| 39  | Longboard trip                    | The Mexican Weirdohs             | 8        |
| 40  | Black to the future               | Dapuntobeat                      | 8        |
| 41  | Boombeats                         | Dapuntobeat                      | 8        |
| 42  | Bestia                            | Hello Seahorse!                  | 8        |
| 43  | Dulce mal                         | The Chamanas                     | 8        |
| 44  | Lárgate                           | Juan Pablo Vega                  | 9        |
| 45  | Eres diamante                     | Elsa y Elmar                     | 9        |
| 46  | Corashe                           | Nathy Peluso                     | 9        |
| 47  | Al fondo de mí                    | Vanessa Zamora                   | 10       |
| 48  | Wars                              | Bruises                          | 10       |

## Premios y nominaciones
| Año  | Categoría             | Destinatario  | Resultado |
| ---- | --------------------- | ------------- | --------- |
| 2020 | TV's Top Leading Lady | Tessa Ía      | Nominada  |
| 2020 | TV's Top Leading Lady | Bárbara López | Nominada  |

## Desenfrenadas alrededor del mundo
De acuerdo a la información desplegada por geolocalización en Netflix, estos son los títulos por los que se conoce la serie en diversos países e idiomas:
 Alemania: Unaufhaltsam

 Argentina: Desenfrenadas

 Australia: Unstoppable

 Brasil: Aceleradas

 Canadá: Unstoppable (inglés), Les envolées (francés)

 Colombia: Desenfrenadas

 Dinamarca: Ustoppelige

 España: Desenfrenadas

 Estados Unidos: Unstoppable

 Finlandia: Kesyttämättömät

 Francia: Les envolées

 Grecia: Ασταμάτητες

 Hungría: Megállíthatatlanul

 Italia: Irrefrenabili

 Noruega: De Tøylesløse

 Países Bajos: Desenfrenadas

 Polonia: Niepowstrzymane

 Portugal: Imparáveis

 República Checa: Nezadržitelnĕ

 Rumania: Fete de neoprit

 Rusia: Неудержимый

 Suecia: Otyglade

 Turquía: Desenfrenadas

 Vietnam: Thå phanh